# 1999-es úszó-Európa-bajnokság
Az 1999-es úszó-Európa-bajnokságot Isztambulban, Törökországban rendezték július 26. és augusztus 1. között. Az Eb-n 55 versenyszámot rendeztek. 38-at úszásban, 4-et nyílt vízi úszásban, 10-et műugrásban és 3-at szinkronúszásban.
A programba bekerült az 50 m-es táv hátúszásban, mellúszásban és pillangóúszásban. A vízilabda kikerült az Eb hivatalos programjából, külön eseményként rendezték a vízilabda-Európa-bajnokságokat.

## Éremtáblázat
(A táblázatban Magyarország eltérő háttérszínnel kiemelve.)
| Helyezés | Nemzet           | Arany | Ezüst | Bronz | Összesen |
| 1.       | Németország      | 12    | 13    | 11    | 36       |
| 2.       | Oroszország      | 10    | 9     | 5     | 24       |
| 3.       | Hollandia        | 9     | 2     | 2     | 13       |
| 4.       | Ukrajna          | 5     | 3     | 3     | 11       |
| 5.       | Svédország       | 3     | 5     | 2     | 10       |
| 6.       | Nagy-Britannia   | 3     | 4     | 6     | 13       |
| 7.       | Franciaország    | 3     | 3     | 6     | 12       |
| 8.       | Magyarország     | 3     | 1     | 1     | 5        |
| 9.       | Olaszország      | 2     | 4     | 6     | 12       |
| 10.      | Románia          | 2     | 4     | 3     | 9        |
| 11.      | Spanyolország    | 2     | 4     | 0     | 6        |
| 12.      | Dánia            | 1     | 0     | 0     | 1        |
| 13.      | Horvátország     | 0     | 3     | 0     | 3        |
| 14.      | Izrael           | 0     | 1     | 1     | 2        |
| 15.      | Lengyelország    | 0     | 0     | 3     | 3        |
| 16.      | Finnország       | 0     | 0     | 2     | 2        |
| 17.      | Fehéroroszország | 0     | 0     | 1     | 1        |
| 17.      | Belgium          | 0     | 0     | 1     | 1        |
| 17.      | Csehország       | 0     | 0     | 1     | 1        |
| 17.      | Szlovénia        | 0     | 0     | 1     | 1        |
| Összesen | Összesen         | 55    | 56    | 55    | 166      |

## Érmesek

### Úszás

#### Férfi
| Versenyszám               | Arany                                                                                      | Arany    | Ezüst                                                                                 | Ezüst    | Bronz                                                                                     | Bronz    |
| ------------------------- | ------------------------------------------------------------------------------------------ | -------- | ------------------------------------------------------------------------------------- | -------- | ----------------------------------------------------------------------------------------- | -------- |
| 50 m-es gyorsúszás        | Pieter van den Hoogenband · Hollandia                                                      | 22,06    | Lorenzo Vismara · Olaszország                                                         | 22,21    | Alekszandr Popov · Oroszország                                                            | 22,32    |
| 100 m-es gyorsúszás       | Pieter van den Hoogenband · Hollandia                                                      | 48,47    | Alekszandr Popov · Oroszország                                                        | 48,82    | Lars Frölander · Svédország                                                               | 49,40    |
| 200 m-es gyorsúszás       | Pieter van den Hoogenband · Hollandia                                                      | 1:47,09  | Paul Palmer · Nagy-Britannia                                                          | 1:48,01  | Massimiliano Rosolino · Olaszország                                                       | 1:48,37  |
| 400 m-es gyorsúszás       | Paul Palmer · Nagy-Britannia                                                               | 3:48,12  | Emiliano Brembilla · Olaszország                                                      | 3:48,50  | Dragoș Coman · Románia                                                                    | 3:49,04  |
| 1500 m-es gyorsúszás      | Igor Snitko · Ukrajna                                                                      | 15:07,19 | Dragoș Coman · Románia                                                                | 15:13,10 | Sylvain Cros · Franciaország                                                              | 15:18,26 |
|                           |                                                                                            |          |                                                                                       |          |                                                                                           |          |
| 50 m-es hátúszás          | Stev Theloke · Németország                                                                 | 25,66    | Thomas Rupprath · Németország                                                         | 25,94    | Mariusz Siembida · Lengyelország                                                          | 26,07    |
| 100 m-es hátúszás         | Stev Theloke · Németország                                                                 | 55,16    | Gordan Kožulj · Horvátország                                                          | 55,84    | Eithan Urbach · Izrael                                                                    | 55,87    |
| 200 m-es hátúszás         | Ralf Braun · Németország                                                                   | 1:59,74  | Gordan Kožulj · Horvátország                                                          | 2:00,07  | Emanuele Merisi · Olaszország                                                             | 2:00,50  |
|                           |                                                                                            |          |                                                                                       |          |                                                                                           |          |
| 50 m-es mellúszás         | Mark Warnecke · Németország                                                                | 27,95    | Oleg Lisogor · Ukrajna                                                                | 28,21    | Güttler Károly · Magyarország                                                             | 28,29    |
| 100 m-es mellúszás        | Domenico Fioravanti · Olaszország                                                          | 1:01,34  | Mark Warnecke · Németország                                                           | 1:01,97  | Stéphan Perrot · Franciaország                                                            | 1:02,08  |
| 200 m-es mellúszás        | Stéphan Perrot · Franciaország                                                             | 2:12,46  | Dmitriy Komornikov · Oroszország                                                      | 2:12,88  | Yohann Bernard · Franciaország                                                            | 2:12,96  |
|                           |                                                                                            |          |                                                                                       |          |                                                                                           |          |
| 50 m-es pillangóúszás     | Pieter van den Hoogenband · Hollandia                                                      | 23,89    | Miloš Milošević · Horvátország                                                        | 24,17    | Mark Foster · Nagy-Britannia · Lars Frölander · Svédország                                | 24,39    |
| 100 m-es pillangóúszás    | Lars Frölander · Svédország                                                                | 52,61    | James Hickman · Nagy-Britannia                                                        | 52,97    | Denys Sylantyev · Ukrajna                                                                 | 53,04    |
| 200 m-es pillangóúszás    | Franck Esposito · Franciaország                                                            | 1:57,20  | Denys Sylantyev · Ukrajna                                                             | 1:57,29  | Anatoly Polyakov · Oroszország                                                            | 1:57,89  |
|                           |                                                                                            |          |                                                                                       |          |                                                                                           |          |
| 200 m-es vegyesúszás      | Marcel Wouda · Hollandia                                                                   | 2:01,43  | Massimiliano Rosolino · Olaszország                                                   | 2:01,46  | Jani Sievinen · Finnország                                                                | 2:02,11  |
| 400 m-es vegyesúszás      | Frederik Hviid · Spanyolország                                                             | 4:17,16  | Michael Halika · Izrael                                                               | 4:17,49  | Marcel Wouda · Hollandia                                                                  | 4:18,26  |
|                           |                                                                                            |          |                                                                                       |          |                                                                                           |          |
| 4 × 100 m-es gyorsváltó   | Hollandia · Johan Kenkhuis · Mark Veens · Marcel Wouda · Pieter van den Hoogenband         | 3:16,27  | Oroszország · Denis Pimankov · Sergey Ashihmin · Dmitry Chernyshov · Alekszandr Popov | 3:19,49  | Németország · Christian Keller · Lars Merseburg · Christian Tröger · Lars Conrad          | 3:20,20  |
| 4 × 200 m-es gyorsváltó   | Németország · Christian Keller · Stefan Pohl · Lars Conrad · Michael Kiedel                | 7:19,63  | Nagy-Britannia · Paul Palmer · Gavin Meadows · James Salter · Edward Sinclair         | 7:19,91  | Oroszország · Maksim Korsunov · Dmitri Kuzmin · Andrey Kapralov · Dmitry Chernyshov       | 7:25,36  |
| 4 × 100 m-es vegyes váltó | Hollandia · Klaas-Erik Zwering · Marcel Wouda · Stefan Aartsen · Pieter van den Hoogenband | 3:39,52  | Németország · Stev Theloke · Mark Warnecke · Christian Keller · Christian Tröger      | 3:40,15  | Oroszország · Sergey Ostapchuk · Dmitry Komornikov · Vladislav Kulikov · Alekszandr Popov | 3:41,18  |

#### Női
| Versenyszám               | Arany                                                                                      | Arany   | Ezüst                                                                                  | Ezüst   | Bronz                                                                           | Bronz   |
| ------------------------- | ------------------------------------------------------------------------------------------ | ------- | -------------------------------------------------------------------------------------- | ------- | ------------------------------------------------------------------------------- | ------- |
| 50 m-es gyorsúszás        | Inge de Bruijn · Hollandia                                                                 | 24,99   | Therese Alshammar · Svédország                                                         | 25,30   | Alison Sheppard · Nagy-Britannia                                                | 25,33   |
| 100 m-es gyorsúszás       | Sue Rolph · Nagy-Britannia                                                                 | 55,03   | Inge de Bruijn · Hollandia                                                             | 55,24   | Sandra Völker · Németország                                                     | 55,36   |
| 200 m-es gyorsúszás       | Camelia Potec · Románia                                                                    | 1:58,79 | Kerstin Kielgass · Németország                                                         | 2:00,09 | Natalya Baranovskaya · Fehéroroszország                                         | 2:00,18 |
| 400 m-es gyorsúszás       | Camelia Potec · Románia                                                                    | 4:08,09 | Kerstin Kielgass · Németország                                                         | 4:08,57 | Jana Klocskova · Ukrajna                                                        | 4:10,11 |
| 800 m-es gyorsúszás       | Hannah Stockbauer · Németország                                                            | 8:33,79 | Kirsten Vlieghuis · Hollandia                                                          | 8:35,19 | Jana Henke · Németország                                                        | 8:37,06 |
|                           |                                                                                            |         |                                                                                        |         |                                                                                 |         |
| 50 m-es hátúszás          | Sandra Völker · Németország                                                                | 28,71   | Nina Zhivanevskaya · Spanyolország                                                     | 29,02   | Metka Šparovec · Szlovénia                                                      | 29,25   |
| 100 m-es hátúszás         | Sandra Völker · Németország                                                                | 1:01,39 | Nina Zhivanevskaya · Spanyolország                                                     | 1:01,98 | Roxana Maracineanu · Franciaország                                              | 1:02,47 |
| 200 m-es hátúszás         | Roxana Maracineanu · Franciaország                                                         | 2:11,94 | Yuliya Fomenko · Oroszország · Cathleen Rund · Németország                             | 2:13,33 | nem adták ki                                                                    |         |
|                           |                                                                                            |         |                                                                                        |         |                                                                                 |         |
| 50 m-es mellúszás         | Kovács Ágnes · Magyarország                                                                | 31,44   | Zoë Baker · Nagy-Britannia                                                             | 31,53   | Janne Schäfer · Németország                                                     | 32,22   |
| 100 m-es mellúszás        | Kovács Ágnes · Magyarország                                                                | 1:08,75 | Svetlana Bondarenko · Ukrajna                                                          | 1:09,33 | Brigitte Becue · Belgium                                                        | 1:10,23 |
| 200 m-es mellúszás        | Kovács Ágnes · Magyarország                                                                | 2:27,12 | Beatrice Căslaru · Románia                                                             | 2:27,80 | Alicja Pęczak · Lengyelország                                                   | 2:28,93 |
|                           |                                                                                            |         |                                                                                        |         |                                                                                 |         |
| 50 m-es pillangóúszás     | Anna-Karin Kammerling · Svédország                                                         | 26,29   | Johanna Sjöberg · Svédország                                                           | 26,93   | Chantal Groot · Hollandia                                                       | 27,41   |
| 100 m-es pillangóúszás    | Inge de Bruijn · Hollandia                                                                 | 58,49   | Johanna Sjöberg · Svédország                                                           | 58,97   | Diana Mocanu · Románia                                                          | 1:00,02 |
| 200 m-es pillangóúszás    | Mette Jacobsen · Dánia                                                                     | 2:10,40 | María Peláez · Spanyolország                                                           | 2:11,49 | Otylia Jędrzejczak · Lengyelország                                              | 2:11,60 |
|                           |                                                                                            |         |                                                                                        |         |                                                                                 |         |
| 200 m-es vegyesúszás      | Jana Klocskova · Ukrajna                                                                   | 2:14,02 | Beatrice Căslaru · Románia                                                             | 2:15,12 | Sabine Herbst · Németország                                                     | 2:16,95 |
| 400 m-es vegyesúszás      | Jana Klocskova · Ukrajna                                                                   | 4:38,14 | Beatrice Căslaru · Románia                                                             | 4:40,98 | Hana Černá · Csehország                                                         | 4:45,45 |
|                           |                                                                                            |         |                                                                                        |         |                                                                                 |         |
| 4 × 100 m-es gyorsváltó   | Németország · Katrin Meißner · Antje Buschschulte · Franziska van Almsick · Sandra Völker  | 3:40,87 | Svédország · Louise Jöhncke · Josefin Lillhage · Malin Svahnström · Therese Alshammar  | 3:43,07 | Nagy-Britannia · Alison Sheppard · Claire Huddart · Karen Pickering · Sue Rolph | 3:43,55 |
| 4 × 200 m-es gyorsváltó   | Németország · Franziska van Almsick · Silvia Szalai · Hannah Stockbauer · Kerstin Kielgass | 8:01,66 | Svédország · Josefin Lillhage · Malin Svahnström · Johanna Sjöberg · Louise Jöhncke    | 8:07,37 | Románia · Camelia Potec · Lorena Diaonescu · Simona Păduraru · Beatrice Căslaru | 8:07,75 |
| 4 × 100 m-es vegyes váltó | Svédország · Therese Alshammar · Maria Östling · Johanna Sjöberg · Malin Svahnström        | 4:07,52 | Németország · Sandra Völker · Silvia Pulfrich · Franziska van Almsick · Katrin Meißner | 4:07,79 | Nagy-Britannia · Katy Sexton · Zoë Baker · Sue Rolph · Karen Pickering          | 4:09,18 |

### Nyílt vízi úszás
Férfi
| Versenyszám               | Arany                             | Arany     | Ezüst                          | Ezüst     | Bronz                         | Bronz     |
| ------------------------- | --------------------------------- | --------- | ------------------------------ | --------- | ----------------------------- | --------- |
| 5 km-es nyílt vízi úszás  | Yevgeny Bezruchenko · Oroszország | 59:08,1   | Aleksey Akatiyev · Oroszország | 59:13,5   | Samuele Pampana · Olaszország | 59:16,1   |
| 25 km-es nyílt vízi úszás | Aleksey Akatiyev · Oroszország    | 5:11:06,6 | Anton Sanachev · Oroszország   | 5:11:59,7 | André Wilde · Németország     | 5:12:40,8 |

Női
| Versenyszám               | Arany                      | Arany     | Ezüst                       | Ezüst     | Bronz                       | Bronz     |
| ------------------------- | -------------------------- | --------- | --------------------------- | --------- | --------------------------- | --------- |
| 5 km-es nyílt vízi úszás  | Peggy Büchse · Németország | 1:01:56,6 | Viola Valli · Olaszország   | 1:01:57,8 | Britta Kamrau · Németország | 1:02:00,6 |
| 25 km-es nyílt vízi úszás | Olga Gusseva · Oroszország | 5:58:28,3 | Angela Maurer · Németország | 5:59:30,5 | Britta Kamrau · Németország | 5:59:33,2 |

### Műugrás

#### Férfi
| Versenyszám           | Arany                                         | Arany  | Ezüst                                               | Ezüst  | Bronz                                           | Bronz  |
| --------------------- | --------------------------------------------- | ------ | --------------------------------------------------- | ------ | ----------------------------------------------- | ------ |
| 1 m-es műugrás        | José Miguel Gil · Spanyolország               | 396,66 | Andreas Wels · Németország                          | 395,97 | Stefan Ahrens · Németország                     | 367,68 |
| 3 m-es műugrás        | Tony Ally · Nagy-Britannia                    | 415,62 | Lengyel Imre · Magyarország                         | 402,30 | Jukka Piekkanen · Finnország                    | 395,70 |
| 10 m-es toronyugrás   | Dmitri Sautin · Oroszország                   | 435,87 | Heiko Meyer · Németország                           | 426,18 | Roman Volodkov · Ukrajna                        | 416,52 |
| 3 m-es szinkronugrás  | Olaszország · Donald Miranda · Nicola Marconi | 303,24 | Németország · Holger Schlepps · Alexander Mesch     | 299,79 | Nagy-Britannia · Tony Ally · Mark Shipman       | 296,01 |
| 10 m-es szinkronugrás | Németország · Jan Hempel · Heiko Meyer        | 320,46 | Oroszország · Igor Lukashin · Vlagyimir Tyimosinyin | 318,39 | Nagy-Britannia · Leon Taylor · Peter Waterfield | 295,44 |

#### Női
| Versenyszám           | Arany                                                      | Arany  | Ezüst                                       | Ezüst  | Bronz                                                | Bronz  |
| --------------------- | ---------------------------------------------------------- | ------ | ------------------------------------------- | ------ | ---------------------------------------------------- | ------ |
| 1 m-es műugrás        | Vera Ilyina · Oroszország                                  | 283,41 | Irina Lashko · Oroszország                  | 277,59 | Conny Schmalfuß · Németország                        | 265,11 |
| 3 m-es műugrás        | Vera Ilyina · Oroszország                                  | 312,39 | Irina Lashko · Oroszország                  | 293,67 | Conny Schmalfuß · Németország                        | 293,55 |
| 10 m-es toronyugrás   | Olena Zhupina · Ukrajna                                    | 338,28 | Dolores Sáez · Spanyolország                | 329,22 | Svetlana Timoshinina · Oroszország                   | 307,53 |
| 3 m-es szinkronugrás  | Ukrajna · Ganna Sorokina · Olena Zhupina                   | 285,15 | Németország · Simona Koch · Conny Schmalfuß | 281,10 | Franciaország · Odile Arboles-Souchon · Julie Danaux | 262,68 |
| 10 m-es szinkronugrás | Oroszország · Yevgeniya Olshevskaya · Svetlana Timoshinina | 272,46 | Németország · Anke Piper · Ute Wetzig       | 264,69 | Franciaország · Odile Arboles-Souchon · Julie Danaux | 254,94 |

### Szinkronúszás
| Versenyszám | Arany                                            | Arany  | Ezüst                                           | Ezüst  | Bronz                                              | Bronz  |
| ----------- | ------------------------------------------------ | ------ | ----------------------------------------------- | ------ | -------------------------------------------------- | ------ |
| Egyéni      | Olga Brusnikina · Oroszország                    | 99,000 | Virginie Dedieu · Franciaország                 | 97,680 | Giovanna Burlando · Olaszország                    | 95,880 |
| Páros       | Oroszország · Olga Brusnikina · Mariya Kiselyova | 99,160 | Franciaország · Virginie Dedieu · Myriam Lignot | 97,240 | Olaszország · Giovanna Burlando · Maurizia Cecconi | 96,000 |
| Csapat      | Oroszország                                      | 99,080 | Franciaország                                   | 97,480 | Olaszország                                        | 96,240 |